# Fred Claus
Fred Claus (El Hermano de Santa en Hispanoamérica y Fred Claus: El hermano gamberro de Santa Claus en España) es una película estadounidense de 2007, una comedia de tema navideño producida y dirigida por David Dobkin y protagonizada por Vince Vaughn y Paul Giamatti.

## Trama
Fred Claus (Vince Vaughn) y Nicholas “Santa Claus” (Paul Giamatti) han sido hermanos por muchos años. En teoría, Fred, es arrogante, amargado y mal suertudo y Nicholas, es gentil, honesto y afectuoso. Ahora Fred deberá olvidar sus diferencias con su hermano, quien cree ciegamente y cuida de él; un experto en eficiencia (Kevin Spacey) asesora el trabajo en el Polo Norte y hace todo por dejar fuera a Santa Claus, Fred hará lo posible por ayudar a su hermano a salvar la Navidad.

## Reparto
| Actor/Actriz             | Personaje                                                                     | Notas                                                          |
| ------------------------ | ----------------------------------------------------------------------------- | -------------------------------------------------------------- |
| Vince Vaughn             | Frederick "Fred" Claus                                                        | Hermano de Santa                                               |
| Paul Giamatti            | Nicholas "Santa" Claus                                                        | Hermano de Fred                                                |
| Miranda Richardson       | Anette Claus                                                                  | Esposa de Nick                                                 |
| Kathy Bates              | Mamá Claus                                                                    | Padres de Fred y Nick                                          |
| Trevor Peacock           | Papá Claus                                                                    | Padres de Fred y Nick                                          |
| Kevin Spacey             | Clyde Northcut                                                                | Experto en Eficiencia de asesoría en trabajos en el Polo Norte |
| Elizabeth Banks          | Charlene                                                                      |                                                                |
| Bobb'e J. Thompson       | Slam                                                                          |                                                                |
| John Michael Higgins     | Willy                                                                         |                                                                |
| Rachel Weisz             | Wanda                                                                         |                                                                |
| Chris 'Ludacris' Bridges | DJ Donnie                                                                     |                                                                |
| Roger Clinton            | Él mismo                                                                      |                                                                |
| Frank Stallone           | Él mismo                                                                      |                                                                |
| Stephen Baldwin          | Él mismo                                                                      |                                                                |
| Jeffrey Dean Morgan      | Cameo (no figura en los créditos): Señor obteniendo boleto de estacionamiento |                                                                |

## Recepción
La película no tuvo muchas críticas positivas, resultando un 23 % de rating, en Rotten Tomatoes. La película obtuvo 18 515 473 dólares en su primer fin de semana. La película cerró el 14 de febrero de 2008 con un resultado final de 72 006 777 dólares en Norteamérica y otros 25 831 572 dólares en otros territorios con una ganancia total mundial de 97 838 349 dólares. Se convirtió en la número 1 en Reino Unido en su primera semana, trayendo un total de ganancias de £1,93m.

## Venta en DVD
La película salió en DVD y Blu-ray el 24 de noviembre de 2008, en el Reino Unido, y el 25 del mismo mes en los Estados Unidos. Las características especiales incluyen 25 minutos de escenas nunca antes vistas y un audio con comentario por el director David Dobkin. La versión Blu-ray incluye un video musical "Ludacrismas" por Ludacris en alta definición y también incluye un disco extra titulado Fred Claus: Race to Save Christmas (Fred Claus: Carrera por la Navidad).